# 일죽면
일죽면(一竹面)은 대한민국 경기도 안성시의 면이다.

## 개요
일죽면은 1413년 조선 태종 13년 충청도에서 경기도로 편입되었으며, 조선 시대에는 본래 죽산군(竹山郡) 북일면 지역으로서 6개 동리를 관할하였다. 1914년 4월 1일 조선총독부령 제111호에 의한 군면 통합에 따라 북일면, 북이면, 남일면, 남이면과 제촌면의 국동리, 능동리와 음죽군(陰竹郡) 서면(西面)의 조목동 일부 등 5개면을 병합하여 안성군 죽일면에 편입되었으며, 1915년 6월 1일 죽일면을 일죽면으로 개칭하였다. 법정리는 15리, 행정리는 43리로 현재에 이르고 있다.

## 행정 구역
- 화곡리(和谷里)
- 화봉리(花鳳里)
- 월정리(月井里)
- 송천리(松川里)
- 주천리(注川里)
- 장암리(長岩里)
- 죽림리(竹林里)
- 산북리(山北里)
- 금산리(金山里)
- 방초리(芳草里)
- 고은리(古銀里)
- 신흥리(新興里)
- 능국리(菱菊里)
- 당촌리(唐村里)
- 가리(佳里)

## 교육
- 일죽초등학교 (주천리)
- 죽화초등학교 (화곡리)
- 장암초등학교 (폐교) - 일죽면 장암초교길 8 (장암리)
- 방초초등학교 (폐교) - 일죽면 사실로 86 (방초리)
- 일죽중학교 (송천리)
- 일죽고등학교 (송천리)

## 관광
- 마이산
- 망이산성
- 죽산성터
- 영창대군묘